# 托莱多战争
托莱多战争（英語：Toledo War，1835年—1836年），亦称密歇根-俄亥俄战争，是美國密歇根州与俄亥俄州之间爆发的一场几乎不流血的边境冲突。
该战争的爆发很大程度上是由于当时人们对五大湖地理特点的不了解，1787年至1805年的联邦立法成为其导火索。关于该立法的不同解释，导致两个州均对约1,210平方公里的边界领土要求主权，该区域被称为托莱多领地。当1830年代密歇根成为美国的州时，它要求该地的所有权，故俄亥俄试图阻止密歇根加入联邦。
1835年初双方均通过立法试图使对方屈服。俄亥俄州长罗伯特·卢卡斯和密歇根的24岁少年州长史蒂文斯·梅森均拒绝妥协，于是他们训练民兵，对屈服于对方的普通人给予刑事处罚。双方的民兵们被派往托莱多附近的毛密河对岸，他们先是试图沟通，后来互相辱骂。这次“战争”中唯一的军事对抗只是几声鸣枪示警，没有人员伤亡。
1836年由于严重的财政危机和联邦政府的压力，密歇根政府交出了该片土地。通过这个妥协，密歇根获得了成为美国一个州的地位。